# Square du Sergent-Aurélie-Salel
Le square du Sergent-Aurélie-Salel est un square du 20e arrondissement de Paris. 

## Situation et accès
Il est localisé au milieu de l'espace défini par la rue de la Bidassoa, la rue Sorbier et l'ensemble immobilier comprenant la bibliothèque enfantine municipale, l'école élémentaire du 15, rue Sorbier, les bains-douches de la Bidassoa, le gymnase de la Bidassoa, le lycée technique Martin-Nadaud, l'école maternelle du 21, rue de la Bidassoa.
Le site est accessible par le 13, rue Sorbier et par la rue de la Bidassoa.
Il est desservi par les lignes 2 et 3 à la station Père Lachaise.

## Origine du nom
Il a été renommé en hommage au sergent Aurélie Salel (1989-2015), première femme pompier à tomber au feu.

## Historique
Historiquement, le site était occupé par des carrières de gypse et pierre à plâtre à ciel ouvert (la rue des Plâtrières située un peu plus loin rappelle cet usage des lieux). Lors de la construction de la ligne de Petite Ceinture, la carrière fut convertie en tranchée pour permettre le passage de la ligne à ciel ouvert entre le tunnel de Charonne et le tunnel Sorbier. Cette tranchée dite Sorbier, longue de 140 m, fut recouverte, joignant ainsi les deux tunnels en un seul, le tunnel de Charonne de plus de 1 300 m de long. Six cheminées d'aération ont été construites et relient le tunnel à la surface. Au-dessus, le terrain devenu disponible fut utilisé pour la création du square en 1938.
Il était dénommé auparavant « square Sorbier », en raison de la proximité de la rue Sorbier qui porte le nom du général de division Jean Barthélemot de Sorbier. 
Lors des combats pour la Libération de Paris en 1944, les six cheminées furent utilisées pour déverser des débris hétéroclites sur la voie et ainsi bloquer un train allemand en gare de Ménilmontant où il fut capturé.